# Bitwa pod Krosnem
Bitwa pod Krosnem (szw. Slaget vid Krosno) – bitwa stoczona 7 grudnia 1655 między wojskami polskimi porucznika Gabriela Wojniłłowicza a wojskami szwedzkimi i wspierającym ich oddziałem pułkownika Aleksandra Prackiego. Starcie pod Krosnem odbyło się w czasie potopu szwedzkiego będącego częścią II wojny północnej (1655–1660).   
W lipcu 1655 Szwedzi wkroczyli do Rzeczypospolitej odnosząc początkowo błyskawiczne sukcesy. Mieszkańcy Krosna za namową byłego dominikanina Aleksandra Prackiego, przeszli na protestantyzm, poparli Szwedów i wybrali go na dowódcę oddziału wspierającego wojska szwedzkie. Kiedy Szwedzi zaczęli rabować, mordować ludność i palić domy, Polacy opowiedzieli się po stronie króla Jana Kazimierza. Zebrani przez porucznika Wojniłłowicza mieszkańcy ruszyli do boju z kosami i widłami a wielu podkomendnych Prackiego odwróciło się od niego i przeszło na stronę Polaków. Zaskoczeni rozwojem sytuacji Szwedzi przegrali bitwę. Gabriel Wojniłłowicz jako zwycięzca, wjechał do Krosna, witany owacyjnie przez tłumy, pojmanych zdrajców postawiono przed sądem. Na krośnieńskim rynku rozstrzelano Aleksandra Prackiego za zdradę Rzeczypospolitej i łupiestwo. Następnie Wojniłłowicz ruszył z oddziałami w kierunku Biecza i Nowego Sącza oswobadzając miasta.